# Ka-диапазон
Ka-диапазон — диапазон частот сантиметровых и миллиметровых длин волн, используемых в основном для спутниковой радиосвязи и радиолокации. По определению IEEE, этот диапазон простирается от 26,5 до 40 ГГц электромагнитного спектра (что соответствует длинам волн от 1,13 до 0,75 см). Название диапазона происходит от смеси английского и немецкого слов: «короткий» (нем. kurz) и «над» (англ. above), что указывает на положение Ka-диапазона: «над» K-диапазоном (18 — 26,5 ГГц).

## Спутниковая связь
Одна из основных областей применения Ka-диапазона это спутниковая связь. В связи с тем, что в традиционных диапазонах (S-, L-, C-, X- и Ku-) для этих целей уже не осталось места, в настоящее время всё больше и больше используются Ka- и K-диапазоны.
В спутниковой связи этот диапазон называется Ka-диапазон 30/20 ГГц и полосы частот, зарезервированные для этих целей, лежат между 18,3—18,8 и 19,7—20,2 ГГц для линии Спутник — Земля, и между 27,5 и 31 ГГц для линии Земля — Спутник. То есть фактически канал Спутник — Земля полностью лежит в K-диапазоне, а канал Земля — Спутник в Ka-диапазоне.
В настоящее время среди систем, использующих Ka-диапазон 30/20 ГГц, можно отметить канадский Anik F2, который обладает 45 активными Ka-транспондерами и обеспечивает услуги мультимедиа и широкополосный доступ в Интернет на территории Северной Америки, Ka-Sat принадлежащий Eutelsat и обеспечивающий похожие услуги на территории Европы, ViaSat-1 компании Viasat Inc.  и JUPITER компании Hughes Network Systems, обеспечивающие широкополосный доступ в Интернет на территории Северной Америки. На многих строящихся и запланированных на сегодня к запуску спутниках связи предусматривается наличие Ka-диапазона. 
Также,  Ka-диапазон используется первыми 4400 спутниками SpaceX Starlink, британскими спутниками Inmarsat I-5 и спутниками Iridium Next.
Среди российских аппаратов этот диапазон должен был использоваться в спутнике Экспресс АМ4, выведенном в 2011 году на нерасчётную орбиту, транспондеры Ka-диапазона работают на спутниках Экспресс АМ5, Экспресс АМУ1 и Ямал-601, а также работали (в марте 2020 года отключены) на Экспресс АМ6.

## РЛС
Ka-диапазон широко используется в радиолокации. Из-за особенностей этого диапазона (высокая степень атмосферного поглощения и небольшая длина волны), радары Ka-диапазона способны работать на коротких расстояниях и производить измерения сверх-высокого разрешения. Типичной сферой применения этих радаров является управление воздушным движением в аэропортах, где с помощью последовательности очень коротких импульсов (длительностью в несколько наносекунд) определяется дистанция до воздушного судна.

### Радары ДПС
Современные полицейские дорожные радары работают в диапазонах Ka- и K-. В Ka-диапазоне, который является самым новым из использующихся полицейскими радарами, несущей частотой является 34700 МГц и полоса пропускания составляет 1300 МГц. Меньшая длина волны и более высокий энергетический потенциал (усиление одинаковых по размерам антенн прямо пропорционально несущей частоте) позволяют приборам, работающим в Ka-диапазоне, иметь небольшие размеры и дальность обнаружения до полутора километров, самую большую из всех используемых диапазонов. В настоящее время (2011) в России радары, использующие этот диапазон, не лицензированы и не используются.

## Другие частотные диапазоны
Диапазоны в различных системах обозначений различаются, в таблице приведены диапазоны согласно классификации IEEE:
| Название диапазона | Частотный диапазон, ГГц | Частотный диапазон, ГГц |
| Название диапазона | в радиолокации          | в спутниковой связи     |
| ------------------ | ----------------------- | ----------------------- |
| L                  | 1,0—2,0                 | 1,0—2,0                 |
| S                  | 2,0—4,0                 | 2,0—4,0                 |
| C                  | 4,0—8,0                 | 3,4—8,0                 |
| X                  | 8,0—12,0                | 7,0—10,7                |
| Ku                 | 12,0—18,0               | 10,7—18,0               |
| K                  | 18,0—26,5               | 18,3—20,2; 27,5—31,5    |
| Ka                 | 26,5—40,0               |                         |